# Marjolaine Pierré
Marjolaine Pierré, née le 29 octobre 1999, est une triathlète française. Elle est double championne du monde de triathlon longue distance en 2023 et 2025.

## Biographie

### Jeunesse
Originaire de Reims, Marjolaine grandit à l'île de La Réunion dès ses 11 ans. Elle fait ses études à Aix-en-Provence où elle valide sa licence en comptabilité et gestion, puis continue avec un Master à l'Université de Nice. La Rémoise commence la pratique du sport par la gymnastique. Elle pratique par la suite le triathlon, sport-passion de ses parents.

### Carrière en triathlon
En mai 2023, Marjolaine Pierré remporte les championnats du monde de triathlon longue distance 2023 à Ibiza. Elle raconte avoir eu du mal à gérer la saison suivante et vivre un burnout début 2024, avant de revenir à haut niveau pendant l'été de la même année.
En septembre 2024, elle termine à la quatrième place du championnats du monde d'Ironman 2024 à Nice en 9 h 9 min 34 s.

### Vie privée
Elle fréquente le triathlète Clément Mignon à partir de 2021. Ensemble, ils finissent 3e  du « championnat du monde de couple de triathlon » en 2022 à Tierra Verde, en Floride.

## Palmarès
Le tableau présente les résultats les plus significatifs (podium) obtenus sur le circuit international de triathlon depuis 2021,.
| Année | Compétition                            | Pays     | Position           | Temps           |
| ----- | -------------------------------------- | -------- | ------------------ | --------------- |
| 2025  | Championnats du monde longue distance  | Espagne  | Médaille d'or      | 6 h 15 min 50 s |
| 2023  | Ironman Portugal                       | Portugal | Médaille d'or      | 8 h 49 min 51 s |
| 2023  | Championnats du monde longue distance  | Espagne  | Médaille d'or      | 5 h 53 min 35 s |
| 2022  | Triathlon de Gérardmer LD              | France   | Médaille de bronze | 5 h 4 min 16 s  |
| 2022  | Ironman 70.3 Bahreïn                   | Bahreïn  | Médaille d'or      | 4 h 5 min 53 s  |
| 2021  | Ironman 70.3 Portugal                  | Portugal | Médaille d'or      | 4 h 17 min 3 s  |
| 2021  | Triathlon de Gérardmer LD              | France   | Médaille d'argent  | 4 h 55 min 6 s  |
| 2021  | Championnats de France longue distance | France   | Médaille d'argent  | 4 h 45 min 17 s |